# يفيجينيا بولياكوفا
يفيجينيا أندرييفنا بولياكوفا (بالروسية: Евгения Андреевна Полякова) هي عدائة مسافات قصيرة روسية في تخصص ال100 متر، ولدت في يوم 29 مايو 1983، وكان من أبرز إنجازاتها فوزها بالميدالية الذهبية في دورة الألعاب الأولمبية الصيفية 2008 في بكين في سباق 4×100 تتابع مع الفريق الروسي، أما على الصعيد الفردي فقد تمكنت في سنة 2009 من الفوز بالميدالية الذهبية في بطولة أوروبا لألعاب القوى داخل الصالات 2009 في مدينة تورينو في سباق ال60 متر.

## روابط خارجية
- إيفيجينيا بولياكوفا على موقع الاتحاد الدولي لألعاب القوى (الإنجليزية)
- إيفيجينيا بولياكوفا على موقع أوليمبيديا (الإنجليزية)